# Ледяная бомба
Ледяная бомба (фр. Bombe glacée) — французский многослойный десерт из мороженого, по форме отдалённо напоминающий пушечное ядро, откуда и название.
Главным популяризатором (и вероятным создателем) этого десерта являлся влиятельный французский шеф-повар Огюст Эскофье, разработавший более 60 вариантов «Bombe glacée» и опубликовавший их рецепты.
Сегодня термином «Bombe glacée» в западных странах могут называться и некоторые другие многослойные десерты из мороженого, рецепт которых не обязательно восходит к Эскофье.